# Canillas de Río Tuerto
Canillas de Río Tuerto is een gemeente in de Spaanse provincie en regio La Rioja met een oppervlakte van 3,60 km². Canillas de Río Tuerto telt 41 inwoners (1 januari 2016).

## Demografische ontwikkeling

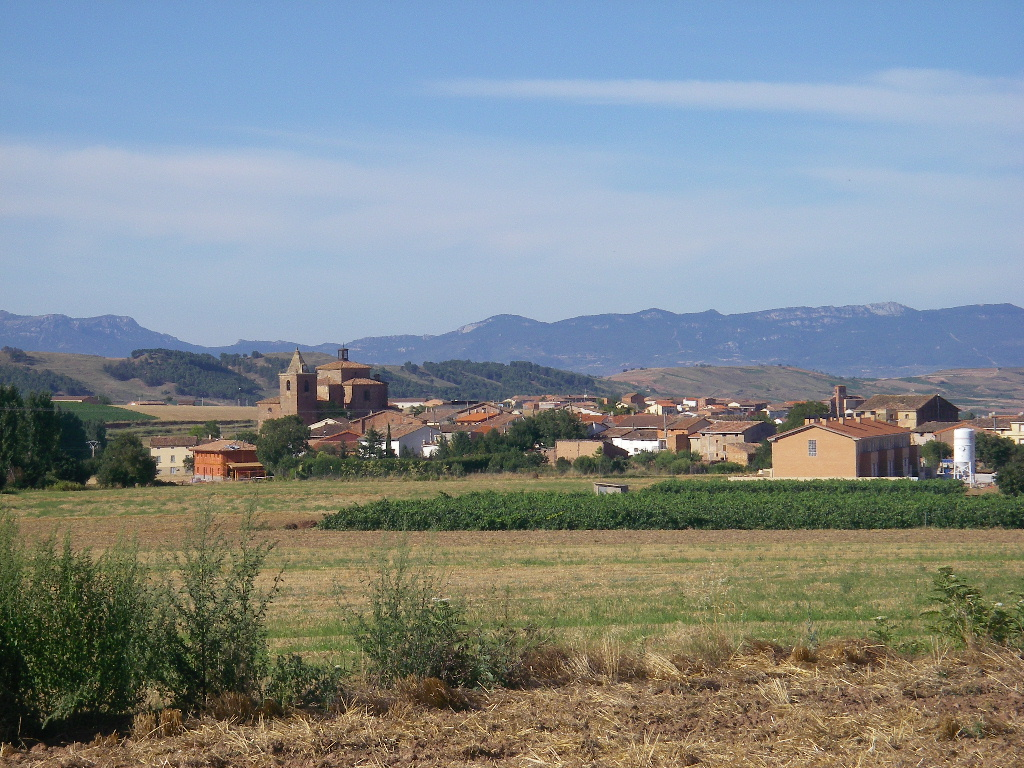
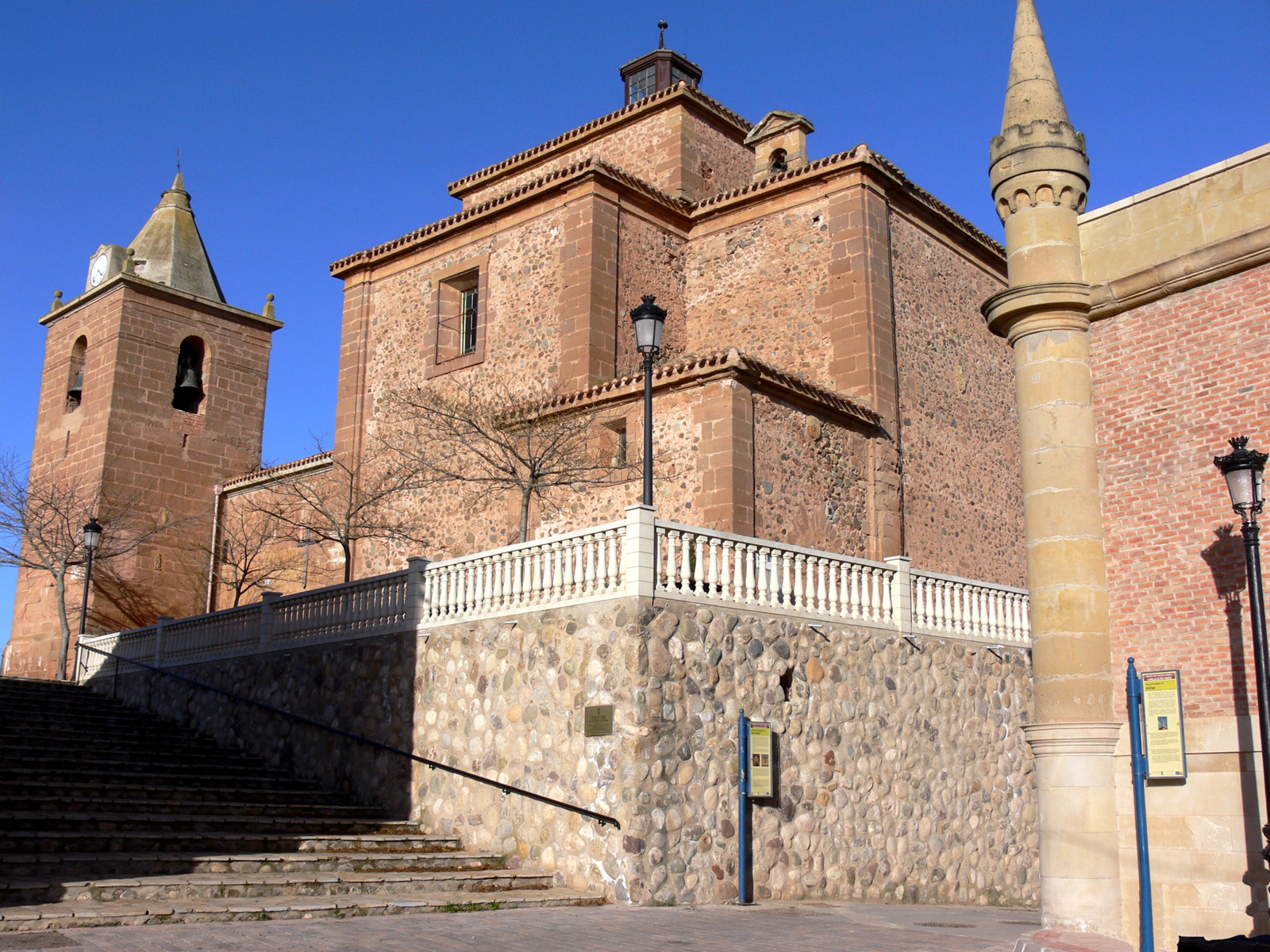
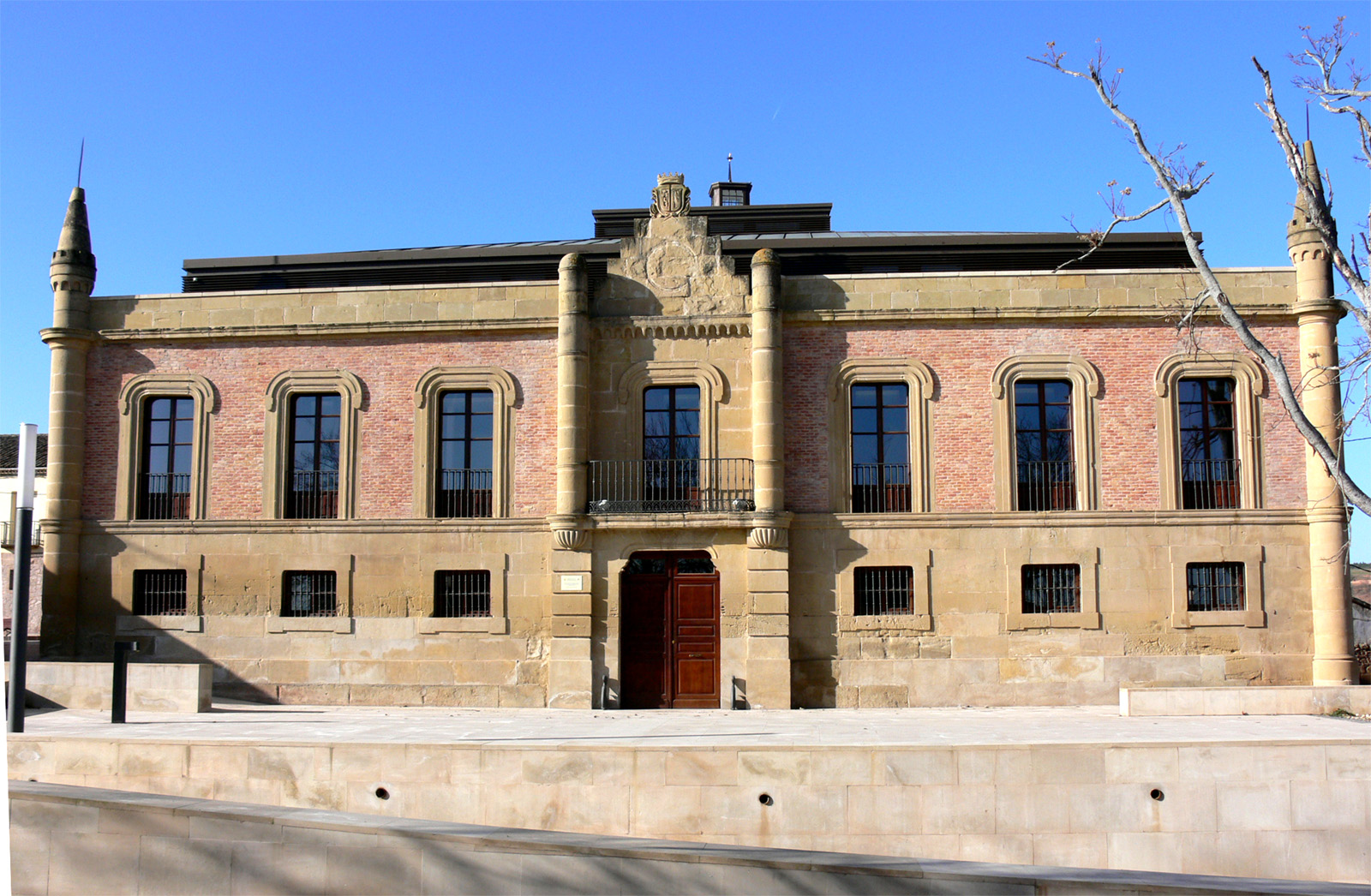

Bron: INE, 1857-2011: volkstellingen